# 고트하르트산맥
고트하르트 대산괴(Gotthard Massif) 또는 성고트하르트 대산괴(Gotthardmassiv 또는 Sankt-Gotthard-Massiv)는 스위스의 발레주, 티치노주, 우리주 및 그라우뷘덴주의 4개 주의 경계에 위치한 알프스산맥이다. 서쪽은 누페넨 고개, 북쪽은 푸르카 고개와 오버알프 고개, 동쪽은 루크마니에 고개로 구분된다. 동음이의어인 고트하르트 고개는 대산괴의 중심에 있는 북쪽에서 남쪽으로 가는 주요 경로(터널 제외)이다.
고트하르트 지역은 종종 “유럽의 급수탑”이라고 불리는 스위스 알프스의 중심부에 있다. 고트하르트 대산괴에서 3개의 주요 강인 로이스강, 라인강 및 티치노강이 발원한다. 네 번째 강인 론강은 푸르카 고개 바로 북쪽에 있는 대산괴와 매우 가까운 곳에서 발원한다. 트레킹 일정인 네 개의 샘물 트레일(Vier-Quellen-Weg)은 고트하르 대산괴를 가로지른다.

## 봉우리
대산괴의 가장 높은 봉우리는 남서쪽에 있는 피초 로톤도(Pizzo Rotondo, 3,192m), 중앙 근처에 있는 피초 첸트랄레 (Pizzo Centrale, 2,999m), 북동쪽에 있는 피츠 가나레치(Piz Gannaretsch, 3,040m)이다. 고트하르트봉이라는 봉우리는 없다.

## 터널
고트하르트 대산괴를 가로지는 3개의 터널이 있다.
- 고트하르트 철도 터널, 철도 정점 터널(1882, 15km)
- 고트하르트 도로 터널, 고속도로 터널(1980, 17km)
- 고트하르트 베이스 터널, 철도 최하층 터널(2016, 57km)

베이스 터널은 기저부(base)를 뚫어 관통하는 터널이다.